# Hindustan

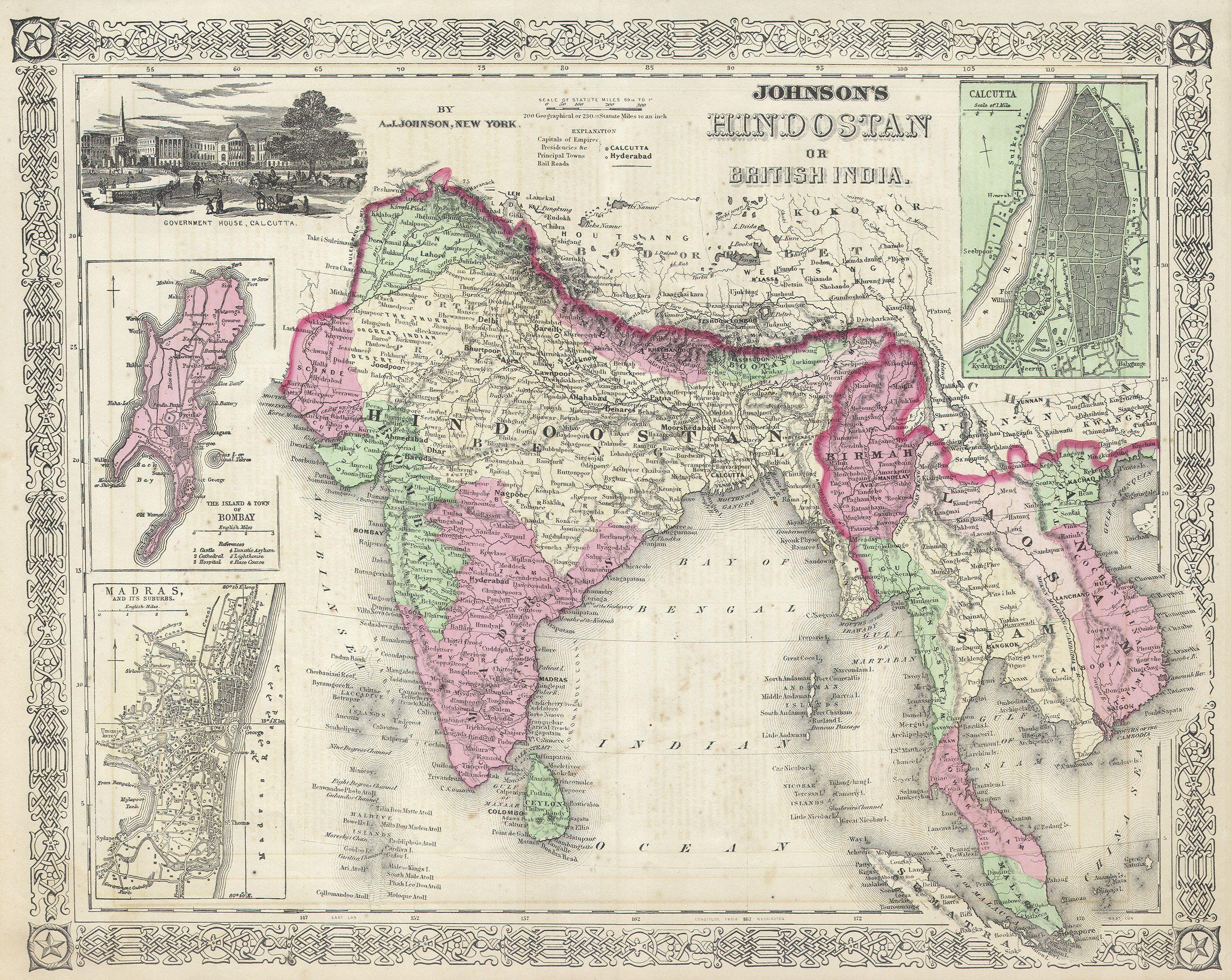
L'Hindustan (Hindostan) in una mappa del 1864

Hindustan (anche Hindostan o Indostan, dal persiano, terra degli indù) è un termine geografico riferito in senso stretto alla pianura indo-gangetica, compresa tra gli altopiani dell'Himalaya a nord e del Deccan a sud.
In senso linguistico, l'Hindustan corrisponde all'area in cui si parlano le lingue indoarie, e in particolare il continuum hindī-urdu, comprendendo quindi l'India settentrionale e il Pakistan, ma escludendo i territori indiani meridionali, in cui si parlano le lingue dravidiche.
Il termine è stato storicamente usato anche in senso più esteso, per riferirsi all'ex India britannica, alla Repubblica dell'India, o anche all'intero subcontinente indiano.
_____________________________________________________________________
Etimologia

L'Hindustan deriva dalla parola persiana Hindu affine al sanscrito Sindhu (fiume Indo). Il cambiamento del suono proto-iraniano * s > h avvenne tra l'850 e il 600 a.C., secondo Asko Parpola. Quindi, il sapta sindhava rigvedico (la terra dei sette fiumi) divenne hapta hindu nell'Avesta. Si diceva che fosse il "quindicesimo dominio" creato da Ahura Mazda, apparentemente una terra di ‘calore anormale’. Nel 515 a.C., Dario I annesse la , il termine Hinduestan fu gradualmente esteso a "più o meno l'intero subcontinente". Anche il nome greco-romano "India" e il nome cinese Shen-tu seguirono un'evoluzione simile. Il termine arabo Hind, derivato dall'induismo persiano, era precedentemente usato dagli arabi per riferirsi alla regione indianizzata molto più ampia, dalla costa di Makran all'arcipelago indonesianoMa alla fine anch'esso venne identificato con il subcontinente indiano.
1. ↑   HINDOSTAN o Hindustan "paese degli Indù", su treccani.it. URL consultato l'11 settembre 2021.
2. ↑   Indostan, su treccani.it. URL consultato l'11 settembre 2021.
3. ↑   Hindustan: Definition, su Thefreedictionary.com. URL consultato il 15 maggio 2012.